# Taillette
Taillette est une commune française située dans le département des Ardennes et la région Grand Est. 
Ses habitants sont appelés les Matoniens.

## Géographie

### Hydrographie
La commune est traversée par la ligne de partage des eaux entre  les bassins hydrographiques Rhin-Meuse et Seine-Normandie. Elle est drainée par la Sormonne, le ruisseau la Cense, l'Eau Noire, le ruisseau Ste-Anne et le ruisseau de la Chaudiere,.
La Sormonne, d'une longueur de 56 km, prend sa source dans la commune  et se jette  dans la Meuse à Warcq, après avoir traversé 23 communes. 
Le ruisseau la Cense, d'une longueur de 11 km, prend sa source dans la commune  et se jette  dans la Sormonne à Blombay, après avoir traversé six communes. 
L'Eau Noire, d'une longueur de 12 km en France, prend sa source sur le plateau de Rocroi, traverse l'Ardenne avant de rejoindre Couvin, en Belgique, et se jeter  dans l'Eau Blanche près de Dourbes pour donner naissance au Viroin. 

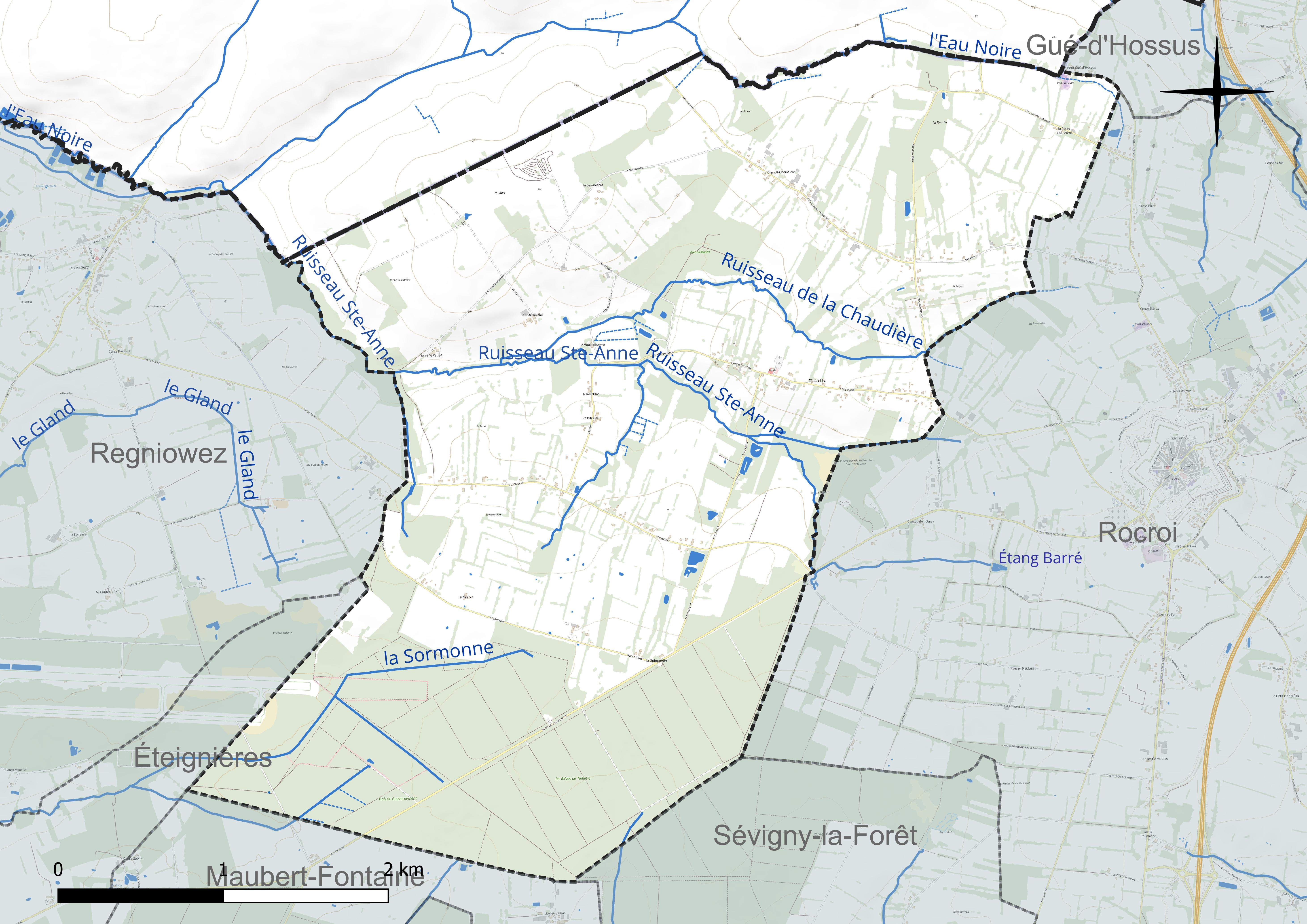
Réseau hydrographique de Taillette.

### Climat
Pour des articles plus généraux, voir Climat du Grand Est et Climat des Ardennes.
En 2010, le climat de la commune est de type climat de montagne, selon une étude du Centre national de la recherche scientifique s'appuyant sur une série de données couvrant la période 1971-2000. En 2020, Météo-France publie une typologie des climats de la France métropolitaine dans laquelle la commune est exposée à un climat océanique altéré et est dans la région climatique  Nord-est du bassin Parisien, caractérisée par un ensoleillement médiocre, une pluviométrie moyenne régulièrement répartie au cours de l’année et un hiver froid (3 °C). 
Pour la période 1971-2000, la température annuelle moyenne est de 8,9 °C, avec une amplitude thermique annuelle de 15,7 °C. Le cumul annuel moyen de précipitations est de 1 141 mm, avec 14,5 jours de précipitations en janvier et 10,7 jours en juillet. Pour la période 1991-2020, la température moyenne annuelle observée sur la station météorologique de Météo-France la plus proche, « Rocroi », sur la commune de Rocroi à 3 km à vol d'oiseau, est de 9,5 °C et le cumul annuel moyen de précipitations est de 1 210,4 mm. 
La température maximale relevée sur cette station est de 37,6 °C, atteinte le 25 juillet 2019 ; la température minimale est de −14,7 °C, atteinte le 4 février 2012,,. 
Les paramètres climatiques de la commune ont été estimés pour le milieu du siècle (2041-2070) selon différents scénarios d'émission de gaz à effet de serre à partir des nouvelles projections climatiques de référence DRIAS-2020. Ils sont consultables sur un site dédié publié par Météo-France en novembre 2022.

## Urbanisme

### Typologie
Au 1er janvier 2024, Taillette est catégorisée commune rurale à habitat dispersé, selon la nouvelle grille communale de densité à 7 niveaux définie par l'Insee en 2022.
Elle est située hors unité urbaine et hors attraction des villes,.

### Occupation des sols
L'occupation des sols de la commune, telle qu'elle ressort de la base de données européenne d’occupation biophysique des sols Corine Land Cover (CLC), est marquée par l'importance des territoires agricoles (69,6 % en 2018), une proportion identique à celle de 1990 (69,6 %). La répartition détaillée en 2018 est la suivante : 
prairies (65,8 %), forêts (30 %), terres arables (2,7 %), zones agricoles hétérogènes (1,1 %), zones industrielles ou commerciales et réseaux de communication (0,3 %). L'évolution de l’occupation des sols de la commune et de ses infrastructures peut être observée sur les différentes représentations cartographiques du territoire : la carte de Cassini (XVIIIe siècle), la carte d'état-major (1820-1866) et les cartes ou photos aériennes de l'IGN pour la période actuelle (1950 à aujourd'hui).

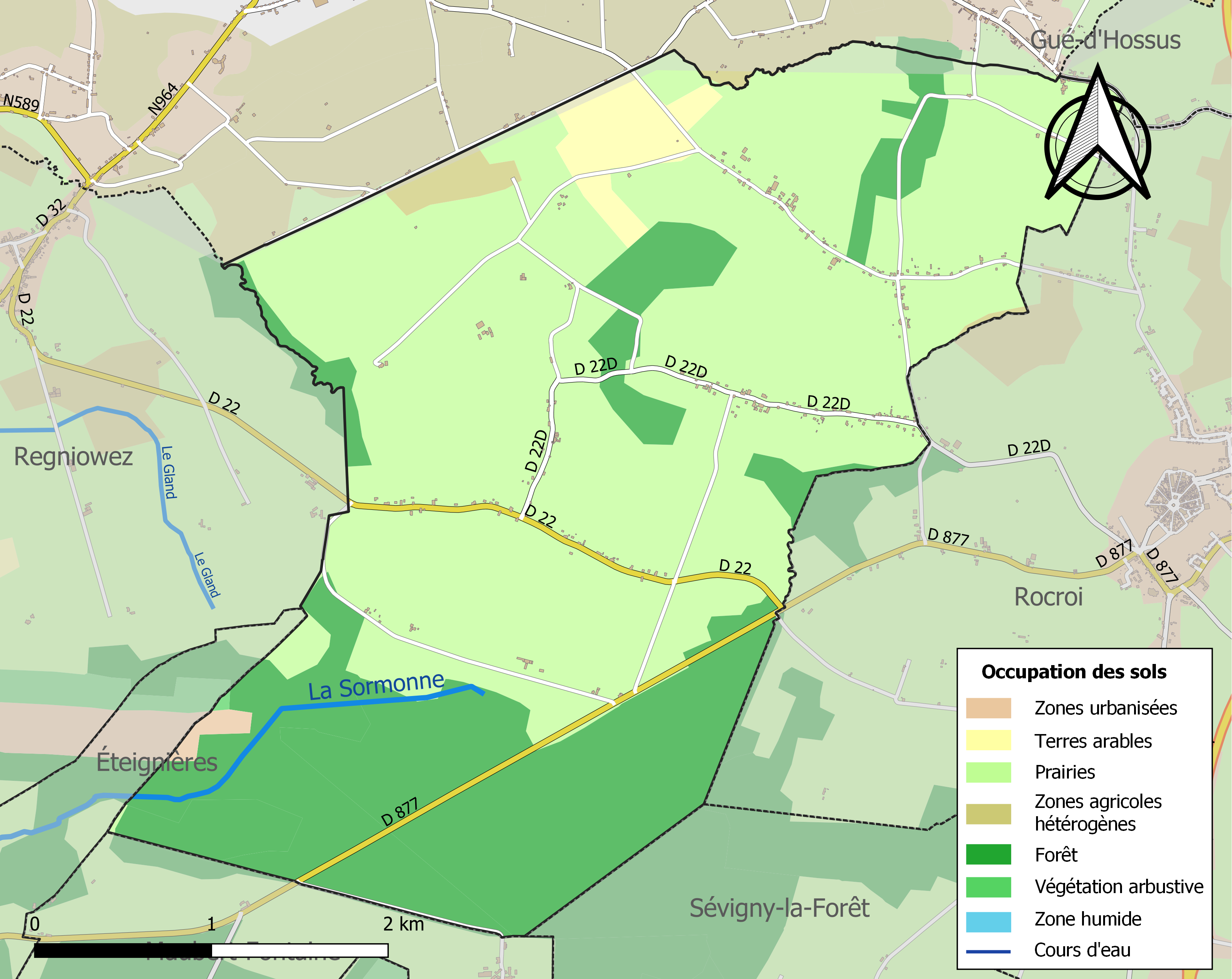
Carte des infrastructures et de l'occupation des sols de la commune en 2018 (CLC).

## Toponymie
En pays boisé ; probablement de l'oïl taille « taillis » et du suffixe diminutif -ette : « petit taillis ». Petit bois d'arbres qui ont crû sur souches et par rejetons et que l'on coupe de temps en temps. 

## Histoire
La commune de Taillette est créée en 1841, sur le territoire de la commune de Rocroi.

## Politique et administration
| Période                                  | Période                   | Identité                                         | Étiquette | Qualité |
| ---------------------------------------- | ------------------------- | ------------------------------------------------ | --------- | ------- |
| Les données manquantes sont à compléter. |                           |                                                  |           |         |
| avant 1876                               | après 1877                | Rimbeaux                                         |           |         |
| ?                                        | ?                         | Roger Dardenne                                   | PS        |         |
| mars 2008                                | mars 2014                 | André Bernard                                    |           |         |
| mars 2014                                | En cours (au 24 mai 2020) | Christian Michaux Réélu pour le mandat 2020-2026 |           |         |

Taillette a adhéré à la charte du Parc naturel régional des Ardennes, à sa création en décembre 2011.

## Démographie
L'évolution du nombre d'habitants est connue à travers les recensements de la population effectués dans la commune depuis 1841. Pour les communes de moins de 10 000 habitants, une enquête de recensement portant sur toute la population est réalisée tous les cinq ans, les populations de référence des années intermédiaires étant quant à elles estimées par interpolation ou extrapolation. Pour la commune, le premier recensement exhaustif entrant dans le cadre du nouveau dispositif a été réalisé en 2007.

En 2022, la commune comptait 405 habitants, en évolution de +1 % par rapport à 2016 (Ardennes : −2,97 %, France hors Mayotte : +2,11 %).
| 1841 | 1846 | 1851 | 1866 | 1872 | 1876 | 1881 | 1886 | 1891 |
| ---- | ---- | ---- | ---- | ---- | ---- | ---- | ---- | ---- |
| 609  | 609  | 617  | 533  | 538  | 557  | 479  | 431  | 431  |

| 1896 | 1901 | 1906 | 1911 | 1921 | 1926 | 1931 | 1936 | 1946 |
| ---- | ---- | ---- | ---- | ---- | ---- | ---- | ---- | ---- |
| 430  | 462  | 473  | 483  | 426  | 434  | 425  | 420  | 356  |

| 1954 | 1962 | 1968 | 1975 | 1982 | 1990 | 1999 | 2006 | 2007 |
| ---- | ---- | ---- | ---- | ---- | ---- | ---- | ---- | ---- |
| 343  | 342  | 316  | 270  | 240  | 262  | 314  | 358  | 364  |

| 2012 | 2017 | 2022 | - | - | - | - | - | - |
| ---- | ---- | ---- | - | - | - | - | - | - |
| 385  | 402  | 405  | - | - | - | - | - | - |

## Lieux et monuments
- Église Saint-Charles de Taillette.

## Personnalités liées à la commune
- Fiacre Bouillon (1765-1795), poète, naquit au hameau de Rouilly.

## Héraldique
| Blason de Taillette | Blason  | D'argent à la fleur de lys au pied nourri de sable surmontée d'une tierce de gueules et soutenue de deux doloires du même passées en sautoir. |
| Blason de Taillette | Détails | Le statut officiel du blason reste à déterminer.                                                                                              |